# Philephedra floridana
Philephedra floridana är en insektsart som beskrevs av Nakahara och Gill 1985. Philephedra floridana ingår i släktet Philephedra och familjen skålsköldlöss. Inga underarter finns listade i Catalogue of Life.